# غانثر كونينغهام
غانثر كونينغهام (بالألمانية: Gunther Cunningham)‏ هو لاعب كرة قدم أمريكية ألماني، ولد في 19 يونيو 1946 في ميونخ في ألمانيا، وتوفي في 11 مايو 2019.